# Лыков, Матвей Александрович
Матве́й Алекса́ндрович Лы́ков (англ. Matvey Lykov; род. 8 апреля 1987, Ленинград, РСФСР, СССР) — актёр и топ-модель, сын актёра Александра Лыкова.

## Биография
Родился 8 апреля 1987 года в Ленинграде, в семье актёра Александра Лыкова.
Окончил факультет иностранных языков Российского государственного педагогического университета имени А. И. Герцена.
В 2007 году дебютировал в качестве модели на подиуме на Неделе моды в Нью-Йорке, в конце 2008 года вошёл в топ-50 самых популярных мужчин-моделей мира, а в 2009 году — в список 10 самых востребованных подиумных моделей. В том же году подписал эксклюзивный контракт с модным Домом Gucci, с которым продолжает сотрудничать до настоящего времени.
Окончил Международную школу кино и телевидения в Париже.
В 2013 году снялся в музыкальном клипе Йоанна Лемуана на песню «I Love You».
В 2015 году снялся в главной роли Армана в фильме «Он — дракон».
В 2024 году снялся в фильме «Майор Гром: Игра», исполнив роль Августа ван дер Хольта.

### Личная жизнь
Женат на фэшн-дизайнере Джессике Стенерос. Живёт в Мадриде. 11 января 2019 года родилась дочь Сьенна. В апреле 2021 года родилась дочь Лу.